# AmRest Holdings
AmRest Holdings SE – międzynarodowy operator zarządzający markami branży gastronomicznej z siedzibą w Madrycie.
Spółka założona we Wrocławiu prowadzi swoją działalność w dwóch sektorach: bary szybkiej obsługi (QSR) – KFC, Burger King, Starbucks oraz restauracje z obsługą kelnerską (CDR) – La Tagliatella, Pizza Hut, Blue Frog oraz KABB. Według danych na październik 2021 AmRest zarządza blisko 2367 lokalami w Polsce, Czechach, na Węgrzech, w Rosji, Bułgarii, Serbii, Chorwacji, Hiszpanii, Francji, Niemczech, Chinach oraz Stanach Zjednoczonych. 27 kwietnia 2005 roku spółka zadebiutowała na Warszawskiej Giełdzie Papierów Wartościowych.

## Historia
W 1993 roku Henry J. McGovern, Donald M. Kendall, Sr., Donald M. Kendall, Jr. oraz Christian R. Eisenbeiss założyli American Restaurants Services. Początkowo firma ta posiadała prawa do prowadzenia lokali gastronomicznych na zasadzie umowy franczyzowej dla marek Pizza Hut i KFC jedynie na terenie Polski. W 1998 rozszerzyła swoją działalność i przejęła od firmy Yum! Brands 6 barów KFC oraz prawa do franczyzy KFC i Pizza Hut na terytorium Czech.
W 2000 roku w wyniku połączenia 40 lokali American Restaurants Services i 49 lokali Yum! Brands powstała spółka joint venture – AmRest Holdings.
W roku 2001 AmRest wykupił operatora Burger King na Polskę – International Fast Food Polska. W wyniku tego przejęcia 6 punktów Burger King zostało zamkniętych, a 17 pozostałych przekształcono w KFC.
W kwietniu 2005 roku AmRest zadebiutował na warszawskiej giełdzie, a spółka Yum! Brands przestała być jej udziałowcem. W ciągu niecałego roku cena akcji AmRest wzrosła o 100%. W maju spółka przejęła 8 lokali Big Food Ford w Czechach i przekształciła je w bary KFC.
W 2006 roku AmRest otworzył pierwszy bar Freshpoint w Warszawie i Rodeo Drive we Wrocławiu. W maju spółka podpisała umowę przejęcia Kentucky Systems, właściciela 13 lokali Pizza Hut oraz 4 KFC na Węgrzech.
W 2007 roku AmRest otworzył w Polsce swój pierwszy bar Burger King oraz lokale KFC w Bułgarii i Serbii. W tym samym okresie spółka weszła na rynek rosyjski przejmując 22 bary KFC i 19 restauracji Pizza Hut, a także podpisała umowę o współpracy z firmą Starbucks. Rok później otwarto pierwszą kawiarnię sieci w Pradze.
W roku 2008 AmRest wkroczył również na rynek amerykański nabywając 80% udziałów drugiego co do wielkości franczyzobiorcy Applebee’s w Stanach Zjednoczonych, zarządzającego 104 lokalami tej marki.
W kwietniu 2009 roku, w Warszawie otwarto pierwszą kawiarnię Starbucks w Polsce.
W 2010 roku jeden z wiodących inwestorów private equity – Warburg Pincus objął 24,99% akcji AmRest. Środki pozyskane z umowy wykorzystano do sfinansowania otwarcia ponad 100 kolejnych lokali i przyśpieszenia rozwoju spółki na obszarze Europy Środkowo-Wschodniej. W tym samym roku otwarta została pierwsza kawiarnia Starbucks na Węgrzech – w Budapeszcie.
W roku 2011 poprzez nabycie spółki Restauravia, AmRest stał się właścicielem marki La Tagliatella (105 restauracji), a także największym franczyzobiorcą marki KFC w Hiszpanii (30 lokali).
W 2012 roku spółka otworzyła pierwsze własne restauracje La Tagliatella na nowych rynkach: we Francji, Chinach, Stanach Zjednoczonych i Niemczech.
W tym samym roku AmRest podpisał umowę sprzedaży aktywów spółki zależnej AmRest LLC, zarządzającej 102 restauracjami Applebee’s w USA, do Apple American Group, największego franczyzobiorcy Applebee’s.
W grudniu 2012 AmRest nabył większościowy pakiet udziałów w spółce Blue Horizon, będącej właścicielem dwóch chińskich marek z sektora Casual Dining: Blue Frog i KABB (10 restauracji Blue Frog i 1 KABB).
W lipcu 2017 r. prowadzone były prace nad przeniesieniem siedziby spółki do Hiszpanii, co zostało zaakceptowane przez Walne Zgromadzenie Akcjonariuszy spółki. Zgodnie z obowiązującym statutem siedzibą spółki jest obecnie Madryt.